# Friedrich Gottlieb von Oswald
Friedrich Gottlieb von Oswald (* 1743 in Graebel (Kreis Bolkenhain); † 3. Mai 1828 auf Rauschnick (Kreis Heiligenbeil)) war ein preußischer Generalmajor und Erbherr auf Rauschnick.

## Leben

### Herkunft
Seine Eltern waren Gottlieb Oswald (* 27. März 1710; † 1. Dezember 1750), Amtshauptmann von Graebel und Wederau später von Madlau, und dessen Ehefrau Barbara Rosine, geborene Hüllner (* 1. Oktober 1720; † 25. Juli 1795).

### Militärlaufbahn
Oswald kam am 10. März 1761 während des laufenden Siebenjährigen Krieges als Kondukteur in das Ingenieurskorps der Preußischen Armee. Bis 1763 kämpfte er in den Gefechten bis Leutmannsdorf, Adelsheim, Troppau sowie der Belagerung von Schweidnitz. In der Zeit wurde er am 29. Juli 1762 zum Fähnrich im Infanterieregiment „von Thadden“.
Nach dem Krieg avancierte Oswald zunächst am 22. September 1767 noch zum Sekondeleutnant, bevor er am 25. November 1767 entlassen wurde. Am 5. Mai 1768 erhielt er eine Anstellung als Premierleutnant im Garnisonsregiment „von Mellin“, wurde dort am 29. Juli 1777 Stabskapitän sowie am 9. Mai 1778 Hauptmann und Kompaniechef. Im Bayerischen Erbfolgekrieg nahm Oswald am Gefecht bei Troppau teil. Am 3. Dezember 1786 wurde er zum Major befördert und kam am 1. Juni 1787 in das Füsilierbataillon „von Larisch“. Am 21. Juni 1789 wurde zum Bataillonskommandeur ernannt und in dieser Eigenschaft am 16. Januar 1794 zum Oberstleutnant befördert.
Während des Feldzuges in Polen 1794/95 kämpfte Oswald bei Rawla und Wola. Für Wawrecice erhielt er am 27. Juli 1794 den Orden Pour le Mérite. Am 6. Januar 1796 wurde er Oberst und am 2. Oktober 1800 erhielt er dann das Brigadier-Traktament von 2100 Talern. Am 19. Oktober 1800 wurde er zum Brigadier der 2. Warschauer Füsilier-Brigade ernannt und am 20. Mai 1801 mit Patent vom 8. Juni 1801 zum Generalmajor befördert.
Im Vierten Koalitionskrieg kämpfte Oswald in der Schlacht bei Auerstedt sowie im Gefecht bei Lübeck. Der General befehligte die Vorhut des Korps Blücher. Bei Ratkau musste er aber dann kapitulieren und wurde inaktiv gestellt. Ab dem 10. August 1807 erhielt Oswald dann Halbsold. Sein 50-jähriges Dienstjubiläum feierte er am 10. März 1811, am 1. Dezember 1813 erhielt er dann seinen Abschied mit Pension. Er starb am 3. Mai 1828 auf Rauschnick (Kreis Heiligenbeil).

### Familie
Oswald heiratete 1772 Marie Henriette von Podewils (* 24. Mai 1737; † 21. März 1809), Witwe des Johann Karl von Portugal.